# Thaa-atol
Het Thaa-atol (Kolhumadulu-atol) is een bestuurlijke divisie van de Maldiven.
De hoofdstad van het Thaa-atol is Veymandoo.

## Geografische indeling

### Atollen
Het volgende atol maakt deel uit van het Thaa-atol:
1. Het Kolhumadulu-atol

### Eilanden
De volgende bewoonde eilanden maken deel uit van het Thaa-atol:
1. Burunee
2. Dhiyamingili
3. Gaadhiffushi
4. Guraidhoo
5. Hirilandhoo
6. Kandoodhoo
7. Kinbidhoo
8. Madifushi
9. Omadhoo
10. Thimarafushi
11. Vandhoo
12. Veymandoo
13. Vilufushi

De volgende onbewoonde eilanden maken deel uit van het Thaa-atol:
1. Bodufinolhu
2. Bodure
3. Dhiffushi
4. Dhonanfushi
5. Dhurure
6. Ekuruffushi
7. Elaa
8. Fenfushi
9. Fenmeerufushi
10. Fonaddoo
11. Fondhoo
12. Fondidhaani
13. Fushi
14. Gaalee
15. Gaathure
16. Hathifushi
17. Hikadhilhohi
18. Hiriyanfushi
19. Hodelifushi
20. Hulhiyanfushi
21. Kaadhoo
22. Kadufushi
23. Kafidhoo
24. Kakolhas
25. Kalhudheyfushi
26. Kalhufahalafushi
27. Kandaru
28. Kani
29. Kanimeedhoo
30. Kolhufushi
31. Kudadhoo
32. Kudakaaddoo
33. Kudakibidhoo
34. Kurandhuvaru
35. Kuredhifushi
36. Lhavaddoo
37. Maagulhi
38. Maalefushi
39. Mathidhoo
40. Medhafushi
41. Olhudhiyafushi
42. Olhufushi
43. Olhufushi Finolhu
44. Olhugiri
45. Ruththibirah
46. Thinkolhufushi
47. Ufuri
48. Usfushi
49. Vanbadhi

Haa Alif-atol · Haa Dhaalu-atol · Shaviyani-atol · Noonu-atol · Raa-atol · Baa-atol · Lhaviyani-atol · Kaafu-atol · Alif Alif-atol · Alif Dhaal-atol · Vaavu-atol · Meemu-atol · Faafu-atol · Dhaalu-atol · Thaa-atol · Laamu-atol · Gaafu Alif-atol · Gaafu Dhaalu-atol · Gnaviyani-atol · Seenu-atol · Malé